# Wanshi (köpinghuvudort i Kina, Jiangsu Sheng, lat 31,48, long 119,93)
Wanshi (kinesiska: 万石, 万石镇) är en köpinghuvudort i Kina. Den ligger i provinsen Jiangsu, i den östra delen av landet, omkring 130 kilometer sydost om provinshuvudstaden Nanjing. Antalet invånare är 34 840. Befolkningen består av 16 115 kvinnor och 18 725 män. Barn under 15 år utgör 9,0 %, vuxna 15-64 år 78 %, och äldre över 65 år 11,0 %.
Runt Wanshi är det tätbefolkat, med 636 invånare per kvadratkilometer. Närmaste större samhälle är Yicheng, 16,3 km sydväst om Wanshi. Trakten runt Wanshi består till största delen av jordbruksmark.
Genomsnittlig årsnederbörd är 1 542 millimeter. Den regnigaste månaden är juli, med i genomsnitt 268 mm nederbörd, och den torraste är december, med 50 mm nederbörd.